# Concílio de Constança
O Concílio de Constança, realizado entre 1414 e 1418 em Constança, foi o 16.º concílio ecuménico da Igreja Católica. O seu principal objectivo foi acabar com o cisma papal que tinha resultado do Papado de Avinhão.

## História
Quando o concílio foi convocado, havia três papas, todos clamando legitimidade. Alguns anos antes, em um dos primeiros golpes que afectaram o movimento conciliador, os bispos do concílio de Pisa tinham deposto ambos os papas anteriores e elegido um terceiro papa, argumentando que, em tal situação, um concílio de bispos tem mais autoridade do que um Papa. Isto apenas contribuiu para agravar o cisma.
Com o apoio de Sigismundo, sacro Imperador romano, o concílio de Constança recomendou que todos os três papas abdicassem, e que um outro fosse escolhido.
Em parte por causa da presença constante do imperador, outros monarcas exigiram que tivessem uma palavra a dizer na escolha do papa. Grande parte da discussão no conselho foi ocupada na tentativa de acalmar monarcas seculares, mais do que em efectuar uma reforma da igreja e da sua hierarquia.
Um segundo objectivo do concílio foi continuar as reformas iniciadas pelo concílio de Pisa (1409) que, ao pretender arbitrar as pretensões contraditórias, elegeu um terceiro papa: Alexandre V. Estas reformas foram largamente dirigidas contra John Wycliffe, Jan Hus e seus seguidores. Jan Hus foi, pelo poder civil, morto na fogueira e queimado vivo a 6 de julho de 1415.
O concílio também tentou iniciar reformas eclesiásticas. Foi mais tarde declarado que um concílio de bispos não tem maior influência do que o Papa.
Em 1415 o concílio depôs os papas rivais Bento XIII e João XXIII, Gregório XII antes de ser deposto abdicou em 4 de junho. Mais tarde, em 1417, fora eleito Otto de Colonna como Papa Martinho V (1417-1431), dando um fim ao Grande Cisma Papal do Ocidente.
Vinte e três cardeais juntaram-se a seis representantes de cada uma das cinco nações (Inglaterra, França, Alemanha, Itália e Espanha) no Concílio de Constança para conduzir um conclave único. O Cardeal Oddone Colonna foi eleito Papa Martinho V em 11 de novembro de 1417. (Notas fornecidas pelo Dr. Francis A. Burkle-Young, autor de Passing the Keys.)

### Cardeais
(Entre parênteses, o papa ou antipapa que os criou)
1. Jean Allarmet de Brogny, bispo de Ostia e Velletri (Clemente VII).
2. Angelo d'Anna de Sommariva, O.S.B.Cam., bispo de Palestrina (Urbano VI).
3. Pedro Fernández de Frías, bispo de Sabina (Clemente VII).
4. Antoine de Challant, título de Santa Cecília (Bento XIII).
5. Giordano Orsini, Jr, bispo de Albano (Inocêncio VII).
6. Antonio Correr, Can. Reg. de Santo Agostinho de S. Giorgio em Alga, bispo do Porto e Santa Rufina (Gregório XII).
7. Gabriel Condulmer, Cân. Reg. de Santo Agostinho de S. Giorgio em Alga, título de S. Clemente (Gregório XII).
8. Giovanni Dominici, O.P., título de S. Sisto (Gregório XII).
9. Angelo Barbarigo, título de Ss. Marcellino e Pietro (Gregório XII).
10. Francesco Lando, título de S. Croce em Jerusalém (João XXIII).
11. Antonio Panciera, título de Santa Susana (João XXIII).
12. Alamanno Adimari, título de S. Eusébio (João XXIII).
13. Pierre d'Ailly, título de S. Crisogono (João XXIII).
14. Tommaso Brancaccio, título de Ss. Giovanni e Paolo (João XXIII).
15. Branda Castiglione, título de S. Clemente (João XXIII).
16. Guillaume Fillastre, título de S. Marco (João XXIII).
17. Simon de Cramaud, título de S. Lorenzo em Lucina (João XXIII).
18. Pierre de Foix, O.F.M., le vieux (não recebeu um título ainda) (João XXIII).
19. Amedeo di Saluzzo, diácono de S. Maria Nuova (Clemente VII).
20. Ludovico Fieschi, diácono de S. Adriano (Urbano VI).
21. Rinaldo Brancaccio, diácono dos Ss. Vito e Modesto (Urbano VI).
22. Oddone Colonna, diácono de S. Giorgio em Velabro (Inocêncio VII). (Eleito Papa Martinho V)
23. Lucido Conti, diácono de S. Maria in Cosmedin (João XXIII).

### Prelados
Prelados das cinco nações que se juntaram aos cardeais no conclave:

#### Inglaterra:
1. Richard Clifford, bispo de Londres.
2. Nicholas Bubbewyth, bispo de Bath e Wells.
3. John Catterick, bispo de Conventry e Lichfield.
4. John Wakering, bispo de Norwich.
5. Thomas, abade do mosteiro de Santa Maria, York.
6. Thomas, reitor de York.

#### França:
1. Jean de la Rochetaillée, patriarca de Constantinopla (cardeal, 1426).
2. Guillaume de Boisratier, arcebispo de Bourges.
3. Jacques de Gelu, arcebispo de Tours.
4. Jean des Bertrandis, bispo de Genebra.
5. Roberto, abade de Cluny.
6. Gauthier Crassi, prior da Ordem de São João de Jerusalém.

#### Alemanha:
1. Johannes von Walenrode, arcebispo de Riga (atual Letônia).
2. Nicolaus Tramba, arcebispo de Gniezno (atual Polônia).
3. Simão de Dominis, bispo de Tragir (ou Traú) na Dalmácia.
4. Lambert de Stipite, O. Clun., prior de Belcheia, diocese de Liège.
5. Nicolaus von Dinkelsbühl, cônego de Santo Estevão em Viena.
6. Konrad von Susato, prepositus de São Cyriach em Neuhausen, Worms.

#### Itália:
1. Bartolomeo de la Capra, arcebispo de Milão.
2. Francesco Scondito, bispo de Melfi.
3. Enrico Scarampi, bispo de Belluno e Feltre.
4. Giacomo de Camplo (Turco), bispo eleito de Penne ed Atri.
5. Leonardo Dati, O.P., mestre geral da Ordem dos Pregadores (Dominicanos).
6. Pandulfo Malatesta, arquidiácono de Bolonha.

#### Espanha:
1. Diego de Anaya y Maldonado, bispo de Cuenca.
2. Nicolás Divitis, O.P., bispo de Aquae Augustae (Dax), agora Aire.
3. Juan de Villalón, bispo de Badajoz.
4. Felipe de Medalia, magister.
5. Gonzalo Garsía, arquidiácono de Burgos.
6. Pedro Velasco, doutor em utroque iuris.

### Arquivo legal
Os seguintes cardeais não participaram do conclave:
1. Louis de Bar, título de Ss. XII Apostoli, (Antipapa Bento XIII), ausente.
2. Juan Martínez de Murillo, O.Cis., título de S. Lorenzo em Damaso, (Antipapa Bento XIII), ausente.
3. Carlos Jordán de Urriés y Pérez Salanova, diácono de S. Giorgio em Velabro, (Antipapa Bento XIII), ausente.
4. Alfonso Carrillo de Albornoz, diácono de S. Eustachio, (antipapa Bento XIII), ausente.
5. Pedro da Fonseca, diácono de S. Ângelo em Pescheria, (Antipapa Bento XIII), ausente.
6. Philip Repington, Can. Reg. de Santo Agostinho, título de Ss. Nereo ed Achilleo, bispo de Lincoln, Inglaterra, (Gregório XII), ausente.
7. Pietro Morosini, Jr., diácono de S. Maria in Cosmedin, (Gregório XII), ausente.
8. Guglielmo Carbone, título de S. Balbina, (Antipapa João XXIII), ausente.
9. Giacomo Isolani, diácono de S. Eustáquio, (antipapa João XXIII), ausente.